# Pseudopoda triapicata
Pseudopoda triapicata là một loài nhện trong họ Sparassidae.
Loài này thuộc chi Pseudopoda. Pseudopoda triapicata được Peter Jäger miêu tả năm 2001.